# Quân đoàn 34, Quân đội nhân dân Việt Nam
Quân đoàn 34 là 1 trong 2 quân đoàn cơ động của Quân đội nhân dân Việt Nam, tham gia phòng thủ khu vực phía Nam của Việt Nam. Quân đoàn được thành lập ngày 10/12/2024 tại thành phố Pleiku, tỉnh Gia Lai trên cơ sở sáp nhập Quân đoàn 3 và Quân đoàn 4. Tư lệnh Quân đoàn 34 là Trung tướng Đào Tuấn Anh, Chính ủy là Thiếu tướng Lê Minh Quang.
Quân đoàn 34 được kế thừa truyền thống và thành tích chiến đấu của 2 quân đoàn nói trên. Tuy nhiên, một số đơn vị có truyền thống chiến đấu lâu dài của Quân đoàn 4 đã được bàn giao cho Quân khu 7 và các bộ tư lệnh binh chủng.

## [2]Lãnh đạo hiện nay:
Tư lệnh: Trung tướng Đào Tuấn Anh
Chính ủy: Thiếu tướng Lê Minh Quang
Phó tư lệnh kiêm TMT: Thiếu tướng Trần Công Đức
Phó chính ủy: Thiếu tướng Nguyễn Trần Long 
Phó tư lệnh: Thiếu tướng Lê Văn Cương 
Phó tư lệnh: Thiếu tướng Dương Văn Quang 
Phó tư lệnh: Đại tá Hà Viết Liễn

## Cơ cấu
- Bộ Tham mưu:  Tham mưu trưởng Thiếu tướng Trần Công Đức
- Cục Chính trị: Chủ nhiệm Thiếu tướng Đỗ Đức Dũng
- Cục Hậu cần - Kỹ thuật: Chủ nhiệm Đại tá Lê Đình Việt
- Sư đoàn Bộ binh cơ giới 320 (đoàn Đồng Bằng)
- Sư đoàn Bộ binh 10 (đoàn Đắk Tô)
- Sư đoàn Bộ binh 31 (đoàn Lam Hồng)
- Sư đoàn Bộ binh 9  (Đoàn Đồng Dù)
- Lữ đoàn Pháo binh 40
- Lữ đoàn Pháo binh 434
- Lữ đoàn Phòng không 234 (đoàn Tam Đảo)
- Lữ đoàn Phòng không 71
- Lữ đoàn Xe tăng 273 (đoàn Sơn Lâm)
- Trung đoàn Thông tin 29
- Tiểu đoàn Hóa học 21
- Tiểu đoàn Hóa học 38
- Tiểu đoàn Vệ binh 27
- Tiểu đoàn Vệ binh 100
- Tiểu đoàn Trinh sát 28
- Tiểu đoàn Trinh sát đặc nhiệm 46
- Tiểu đoàn Trinh sát pháo binh 7
- Tiểu đoàn Đặc công 20
- Trung đoàn Vận tải 827
- Tiểu đoàn Kỹ thuật 30
- Tiểu đoàn Sửa chữa 79
- Tiểu đoàn Tác chiến điện tử 36
- Lữ đoàn Công Binh 7

## Chỉ huy, lãnh đạo qua các thời kỳ

### Tư lệnh
| TT | Họ tên        | Thời gian đảm nhiệm  | Cấp bậc tại nhiệm | Chức vụ cuối cùng | Ghi chú             |
| -- | ------------- | -------------------- | ----------------- | ----------------- | ------------------- |
| 1  | Nguyễn Bá Lực | 12/2024 - 24/04/2025 | Thiếu tướng       |                   | Tư lệnh Quân đoàn 3 |
| 2  | Đào Tuấn Anh  | 24/04/2025 - nay     | Trung tướng       |                   | Phó giám đốc HVQP   |

### Chính ủy
| TT | Họ tên        | Thời gian đảm nhiệm | Cấp bậc tại nhiệm | Chức vụ cuối cùng | Ghi chú                 |
| -- | ------------- | ------------------- | ----------------- | ----------------- | ----------------------- |
| 1  | Lê Minh Quang | 12/2024 - Nay       | Thiếu tướng       |                   | Chủ Nhiệm Chính Trị QK9 |

### Phó Tư lệnh kiêm Tham mưu trưởng
| TT | Họ tên        | Thời gian đảm nhiệm | Cấp bậc tại nhiệm | Chức vụ cuối cùng | Ghi chú             |
| -- | ------------- | ------------------- | ----------------- | ----------------- | ------------------- |
| 1  | Trần Công Đức | 12/2024 - nay       | Thiếu tướng       |                   | PTL-TMT Quân đoàn 4 |